# 卡迪姆·傑克
卡迪姆·傑克（英語：Kadeem Jack，1992年10月27日—）為美國男子籃球運動員，場上位置為大前鋒，現效力於菲律賓籃球協會北港巴塘碼頭。
傑克兩歲時被母親送往千里達及托巴哥生活，當母親完成護理學業後重返美國。

## 職業生涯
2016年8月，B1聯賽澀谷陽光搖滾與傑克達成簽約協議。2016年10月，澀谷陽光搖滾終止與傑克的合約。
2020年11月，傑克加盟P. LEAGUE+桃園領航猿。2021年4月，傑克因傷勢返回美國，缺席季後賽，傑克留下場均20.4分、13.2籃板、1抄截、1.3阻攻的表現。2021年8月，傑克加入桑圖爾塞捕蟹人。2022年10月，傑克在NBA G聯盟選秀第六順位被蘇瀑天空力量選中。2023年9月，牛奶星引進傑克。2024年10月，阿布達比聯合簽下傑克。2024年11月，菲律賓籃球協會北港巴塘碼頭在原先引進的卡維爾·比格比-威廉斯到吉林东北虎試訓後，改引進傑克作為球隊在PBA委員盃的外籍球員。

## 生涯數據

### P. LEAGUE+

#### 例行賽
| 賽季    | 球隊       | GP | MPG   | 2P%   | 3P%   | FT%   | RPG   | APG | SPG | BPG  | PPG   |
| ------- | ---------- | -- | ----- | ----- | ----- | ----- | ----- | --- | --- | ---- | ----- |
| 2020–21 | 桃園領航猿 | 18 | 34:24 | 54.33 | 26.67 | 57.89 | 13.17 | 2   | 1   | 1.28 | 20.39 |

## 外部連結
- 卡迪姆·傑克在fiba.basketball（英语）
- 卡迪姆·傑克在P. LEAGUE+
- 卡迪姆·傑克在Basketball-Reference.com（NBA）（英语）
- 卡迪姆·傑克在Basketball-Reference.com（NBA G聯盟）（英语）
- 卡迪姆·傑克在Sports-Reference.com（NCAA）（英语）
- 卡迪姆·傑克在ESPN（NBA）（英语）
- 卡迪姆·傑克在Eurobasket.com（球員）（英语）
- 卡迪姆·傑克在RealGM（英语）
- 卡迪姆·傑克在Proballers（英语）
- 卡迪姆·傑克在Flashscore（英语）